# Mother (jeu vidéo)
 (mai 2014).
Si vous disposez d'ouvrages ou d'articles de référence ou si vous connaissez des sites web de qualité traitant du thème abordé ici, merci de compléter l'article en donnant les références utiles à sa vérifiabilité et en les liant à la section « Notes et références ».
Pour les articles homonymes, voir Mother.
Mother (mazā (マザー)) est un jeu vidéo développé par HAL Laboratory et Ape et édité par Nintendo, sorti au Japon en 1989 sur Famicom. Le jeu sort en 2003 sur Game Boy Advance au Japon, puis sur la console virtuelle de la Wii U en 2015 dans le monde sous le titre EarthBound Beginnings avant de ressortir en 2022 sur le Nintendo Switch Online
Le jeu raconte l'histoire d'un jeune garçon de douze ans nommé Ninten qui part pour un périple autour des États-Unis afin de sauver la planète d'une race d'extraterrestres maléfiques. D'autres personnages se joignent à lui durant ce voyage qui aboutira à la confrontation finale avec Giegue, le chef des aliens.
Le jeu eut un grand succès au Japon, notamment grâce à son ambiance qui différait fortement des autres productions dans le domaine du jeu de rôle de l'époque. Cependant, il n'a pas connu d'édition internationale. Le jeu a donné lieu à deux suites : Mother 2 (nommé EarthBound en Occident) sur la Super Nintendo en 1994 et Mother 3 sur Game Boy Advance en 2006.

## Histoire
Contrairement à celui des autres jeux de rôle de sa génération, le scénario de Mother se déroule dans un monde contemporain : l'Amérique de 1988.
L'histoire raconte les aventures de Ninten, un jeune garçon dont la maison est possédée par un esprit torturé. L'on découvre assez tôt dans le jeu qu'un drame s'y serait produit. Afin de comprendre le pourquoi du comment, le joueur part à l'aventure, accompagné par une jeune fille du nom d'Ana, et deux autres garçons, Lloyd et Teddy.

## Système de jeu
Le jeu est en vue de dessus, et possède un environnement en 3D isométrique. Le joueur peut interagir avec d'autres personnages, transporter un nombre limité d'objets et utiliser certains pouvoirs spéciaux appelés PSI. Les combats se déclenchent aléatoirement, les ennemis ne sont pas visibles sur la carte. Le jeu est beaucoup plus réaliste que la plupart des autres RPG: par exemple, il faut se rendre à un hôpital pour soigner un personnage malade, ou utiliser un distributeur de cash et une carte bancaire pour retirer et déposer de l'argent.
Pour sauvegarder la partie, il faut trouver un téléphone et appeler le père de Ninten, faisant du téléphone un objet-clé du jeu.
Les combats se déroulent sur un fond noir sur lequel apparaissent les ennemis: ceux-ci ne sont pas animés, les combats sont essentiellement textuels, et les personnages combattent à tour de rôle. En plus des attaques physiques et des objets, le joueur peut utiliser des pouvoirs PSI de différents types: offensifs, défensifs, régénérants…
Certains ennemis sont plus sensibles à certains pouvoirs (feu, glace, foudre…) qu'à d'autres, on peut donc exploiter ce point afin de gagner rapidement les combats. Cependant, les pouvoirs PSI consomment des Points PSI, qui sont limités. Après chaque combat gagné, les personnages gagnent des points d'expérience et de l'argent (qui est transféré sur le compte de Ninten).
Si tous les personnages tombent à court de points de vie, les points d'expérience sont conservés, mais l'argent transporté est divisé par 2.

## Personnages

### Protagonistes principaux
- Ninten est un enfant de 12 ans habitant à Mother's Day, possédant des pouvoirs PSI, qui adore les pingouins, le baseball et les San Francisco Giants. Il part à l'aventure après que sa maison a été la cible de phénomènes paranormaux, et découvre que des extraterrestres cherchent à envahir la Terre. Contrairement à Ness et Lucas (les héros de Mother 2 et Mother 3), Ninten ne possède aucun pouvoir PSI offensif, mais peut régénérer ou protéger ses alliés en combat.
- Lloyd (parfois appelé Loid) est un enfant de 11 ans vivant à Thanksgiving. Il ne possède pas de pouvoirs PSI, mais il est très intelligent : il a lu un livre d'Albert Einstein sur la théorie de la relativité à l'âge de 3 ans, et sait se servir de nombreuses armes, notamment les explosifs. Au début du jeu, Lloyd est considéré comme une mauviette par ses camarades, et Ninten est le seul à ne pas lui vouloir de mal. Il quitte un temps l'équipe de Ninten après la rencontre avec Teddy, mais redevient un membre permanent de l'équipe après que Teddy soit gravement blessé par un robot. Malgré ses défauts, Lloyd est le seul personnage nécessaire à avoir dans l'équipe (à l'exception de Ninten) pour finir le jeu (Il est possible de finir le jeu sans avoir dans l'équipe Ana et Teddy, bien que cela est extrêmement difficile.)
- Ana est une fille de 12 ans née à Snowman, qui possède de puissants pouvoirs PSI. Sa mère a été enlevée par les extraterrestres, ce qui la motive à rejoindre Ninten, dont elle tombe amoureuse. Elle est le seul personnage jouable du jeu à posséder des pouvoirs PSI offensifs, ce qui fait d'elle un personnage très utile pour terminer le jeu.
- Teddy est un jeune homme vivant à Valentine, et est le chef du Black Blood Gang. Il fume depuis l'âge de 10 ans, et a perdu ses parents quand il était très jeune. Il n'a pas de pouvoirs PSI, mais il est très fort physiquement, et excelle dans le maniement des armes blanches. Il prend temporairement la place de Lloyd dans l'équipe, mais il est gravement blessé par R7038, un des robots de Giegue, et quitte l'équipe de Ninten.

### Antagonistes
- Giegue est le chef des extraterrestres et le principal antagoniste du jeu. Il fut élevé par les arrière-grands-parents de Ninten, qui avaient été enlevés en 1906 par les extraterrestres. Mais George, l'arrière-grand-père de Ninten, a trahi Giegue, forçant ce dernier à attaquer la Terre. C'est le boss final du jeu, on l'affronte dans sa base secrète au sommet de la Montagne Holy Loly (Mont Itoi dans la version US). Il est très puissant et utilise des « attaques indescriptibles ». À la fin du combat, il finit par admettre sa défaite, et quitte la Terre. Cependant, il reviendra dans Mother 2/EarthBound, sous le nom de Giygas.
- Les Starmen sont les soldats de Giygas. Ils possèdent des pouvoirs PSI puissants, et existent en différents types : Starman Junior (le plus faible, rencontré uniquement en tant que boss au Choucream Zoo), Starman, Blue Starman et Last Starman (les plus forts). Il est possible qu'ils soient nommées d'après le film Starman de John Carpenter.

### Autres protagonistes
- George est l'arrière-grand-père de Ninten. Il est déjà décédé au moment où se déroule le jeu, mais il a laissé derrière lui des indices pour la quête de Ninten. Il a en effet une grande connaissance des extraterrestres…
- Maria est l'arrière-grand-mère de Ninten. Elle a élevé Giegue, et elle est la seule à connaître son point faible. Elle est par la suite devenue la reine du monde de Magicant, qu'elle a créé avec son esprit.
- EVE est un robot inventé par George pour protéger Ninten. Elle possède une force phénoménale, mais sera malheureusement détruite par R7038XX, un des robots de Giegue.
- Pippi Lindgren est la voisine de Ninten. Elle est kidnappée par des zombies, mais est secourue par Ninten au début du jeu, et est temporairement jouable. Elle fait probablement référence à Fifi Brindacier, elle a d'ailleurs le même nom de famille que son auteure.
- Le père de Ninten est absent durant le jeu, mais on peut lui téléphoner pour sauvegarder la partie.
- Minnie et Mimmie sont les deux petites sœurs de Ninten.
- Mick est le chien de Ninten.
- Le Joueur est la personne qui joue au jeu. Il est possible de rentrer son nom deux fois dans le jeu à Snowman et dans le marais qui sépare Easter de Valentine.
- Shigesato Itoi est le créateur du jeu. Son nom apparaît une fois dans le jeu, si le joueur marche sur une mine cachée dans le désert Advent.

## Lieux
Mother se déroule quelque part aux États-Unis d'Amérique, en 1988. Cependant, si le pays existe bel et bien, les villes et lieux visités dans le jeu sont fictifs.

### Villes

#### Mother's Day (Podunk)
Mother's Day, dont le nom signifie "Fête des Mères", est la ville natale de Ninten et la première visitée dans le jeu. Il y a notamment un cimetière et un zoo, il faudra d'ailleurs explorer les deux pour progresser dans le jeu, car ils servent de places fortes pour les extraterrestres. Dans la version américaine du jeu, cette ville est appelée Podunk, ce qui est un mot d'argot américain qui désigne un village "perdu".

#### Thanksgiving (Merrysville)
Thanksgiving, qui est nommée d'après la fête du même nom, est une ville située à l'est de Mother's Day. Il s'y trouve l’École Élémentaire Twinkle où Ninten fait connaissance avec Lloyd, et deux usines d'explosifs: l'usine "Sweet Little" et l'usine "Duncan's". Cette ville est appelée Merrysville dans la version américaine, probablement un jeu de mots avec Marysville.

#### Reindeer
Reindeer, dont le nom signifie "renne", est une ville située au sud de Thanksgiving. Il n'est pas nécessaire d'y aller pour finir le jeu, mais on peut y faire quelques quêtes secondaires.

#### Halloween (Spookane)
Halloween est une ville située à l'est de Reindeer. Ses habitants sont la cible de fantômes qui proviennent du Manoir Rosemary, une maison hantée au nord de la ville. Dans la version américaine, cette ville est appelée Spookane, en clin d’œil à Spokane.

#### Snowman
Snowman est une ville située à l'est de Halloween et dont le nom signifie "bonhomme de neige". Il y fait très froid, et on peut attraper un rhume en discutant avec ses habitants. C'est ici que l'on rencontre Ana.

#### Easter (Youngtown)
Easter, dont le nom signifie "Pâques", est une ville située à l'est de Thanksgiving. Elle n'est habitée que par des enfants, car tous les adultes ont été enlevés par les extraterrestres. On y apprend notamment le pouvoir de la téléportation. Cette ville est appelée Youngtown dans la version américaine, sûrement en allusion à la vraie ville de Youngtown.

#### Valentine (Ellay)
Valentine, nommée d'après la St Valentin, est la plus grande ville du jeu, et est située à l'est de Easter. Elle connaît une criminalité importante, et possède un music-hall. C'est dans cette ville que l'on rencontre Teddy. Dans la version américaine, cette ville est appelée Ellay, en référence à L.A., les initiales de Los Angeles.

### Autres

#### Canary Village
Un village sans maisons, situé au nord de Mother's Day et habité par des canaris.

#### Magicant
Un étrange monde magique et coloré, qui est en fait une illusion créée par l'esprit de Maria, l'arrière-grand-mère de Ninten. Il y a en ce lieu un château, une fontaine magique, des cavernes de cristal, un dragon et les Flying Men, des hommes-oiseaux qui aident Ninten en combat. Ce lieu réapparait dans Mother 2, sous une forme très différente.

#### Santa Claus Station (Union Station)
La station d'où partent les trains allant d'une ville à l'autre. Elle se situe au nord de Thanksgiving, et son nom japonais signifie "Père Noël".

#### Mislay Triangle
Une colline au nord de Reindeer, où vit un vieil homme connaissant un excellent remède contre le rhume.

#### Advent Desert (Yucca Desert)
Un désert situé à l'est de la Station Santa Claus. Il s'y trouvent des ruines peuplées de singes et gardées par un robot nommé R7037, un militaire qui propose à Ninten et ses amis des tours en avion, un cactus magique qui chante et une mine enterrée qui affiche un message de Shigesato Itoi si on marche dessus. Son nom japonais signifie "Avent".

#### The Swamp
Un marécage hostile qui sépare Easter de Valentine.

#### Holy Loly Mountain (Mt. Itoi)
Une très haute montagne située au sud de Valentine, réputée pour être extrêmement difficile à gravir, car les développeurs n'avaient pas eu le temps d'ajuster sa difficulté. C'est le dernier donjon du jeu, le vaisseau de Giegue se trouve à son sommet: c'est là que l'on rencontre EVE, un robot créé par George, qui ne reste malheureusement pas longtemps dans l'équipe. Son nom dans la version américaine est un clin d’œil direct à Shigesato Itoi, le créateur du jeu.

## Développement
Le jeu a été imaginé par Shigesato Itoi, un concepteur-rédacteur de Nintendo également connu pour avoir écrit plusieurs livres et scénarios.
Itoi envisagea le concept du jeu dès 1987, et en fit notamment part à Shigeru Miyamoto, mais celui-ci ne semblait guère intéressé. Cependant, Hiroshi Yamauchi, alors PDG de Nintendo, aimait beaucoup l'idée d'Itoi, et accepta de la financer. Le développement du jeu commença avec la création du studio Ape Inc. Itoi travailla notamment avec Hirokazu Tanaka et Keiichi Suzuki, et le développement du jeu prit environ un an.
Shigesato Itoi décida de choisir le nom Mother pour deux raisons : d'abord, pour s'éloigner des noms habituels des RPG (The Legend of Zelda, Dragon Quest), et ensuite, parce qu'une chanson de John Lennon s'appelait ainsi, et Itoi adulait ce chanteur.

## Accueil et portages
Le jeu se vendit à environ 400 000 exemplaires, ce qui en fait un succès commercial. Nintendo envisagea donc de commercialiser le jeu hors du Japon sous le nom d'Earth Bound, et une localisation du jeu dirigée par Phil Sandhop commença : la sortie du jeu aux États-Unis était prévue pour septembre 1991, mais comme cela coïncidait avec la sortie de la Super Nintendo, le jeu n'arriva jamais sur le marché américain. Pourtant, la traduction du jeu était déjà terminée, et des prototypes de cartouches avaient déjà été fabriqués.
En 1998, un de ces prototypes fut obtenu par un collectionneur qui accepta de le prêter à Demiforce, un groupe de traducteurs amateurs qui travaillait justement à l'époque sur une traduction non officielle du jeu. Le prototype étant encore en état de marche, Demiforce put récupérer la ROM du jeu et la diffuser sur Internet, sous le surnom d'EarthBound Zero, afin de le différencier de l'autre EarthBound.
Ce prototype présentait des différences importantes avec le jeu japonais : les signes religieux, les allusions au tabagisme et d'autres points jugés inappropriés avaient été changés, la fin du jeu était beaucoup plus longue, la difficulté diminuée et certains éléments avaient été rajoutés au système de jeu, notamment un bouton pour courir et la possibilité d'examiner les ennemis en combat.
Le jeu a été réédité en 2003 dans la compilation Mother 1+2. Fait amusant, tous les changements présents dans la version américaine du jeu d'origine sont aussi présents dans la compilation, qui est par conséquent une retraduction de la version américaine en japonais, et non un portage du jeu originel. Il contient également une scène bonus à la fin du générique, où l'on peut voir le père de Ninten (de dos) qui téléphone à celui-ci pour lui dire qu'il ne devrait pas se reposer trop vite, car de nouveaux dangers semblent apparaître. Mais Ninten étant endormi, il ignore ses paroles.